# Love Don't Live Here Anymore
"Love Don't Live Here Anymore"  é uma canção de 1978 composta por Miles Gregory e tocada pela banda Rose Royce. A cantora estadunidense Madonna regravou a música para seu segundo álbum de estúdio, Like a Virgin (1984). Foi a ideia de Michael Ostin, chefe do departamento de A&R da Warner Bros., que a cantora interpretasse a faixa e a e incluísse no disco. Onze anos depois, ela apareceu como um remix na compilação de baladas Something to Remember (1995).
"Love Don't Live Here Anymore" foi lançada em 19 de março de 1996 como o segundo single do álbum na América do Norte e como o terceiro na Europa e na Austrália. A versão original de 1984 e o remix de 1995 diferem no uso de instrumentos mais clássicos; este último recebeu outros remixes elaborados em estilos de R&B e house. Em termos gerais, "Love Don't Live Here Anymore" obteve várias críticas de críticos de música e jornalistas, em geral positivas. Eles a descreveram como "tocante" e elogiaram o registro vocal da cantora, além de ser classificada como uma das melhores baladas que a artista havia gravado. No entanto, outros críticos não ficaram satisfeitos com o resultado final. Do ponto de vista comercial, obteve baixo desempenho, pois se posicionou apenas em quatro países: nos Estados Unidos, alcançou a 78ª posição na tabela Billboard Hot 100 e ocupou as posições 24, 27 e 48 no Canadá, Austrália e França respectivamente.
Para sua promoção, foi realizado um videoclipe dirigido por Jean-Baptiste Mondino e filmado na Confitería del Molino, localizada em Buenos Aires, durante os intervalos das filmagens de Evita. Filmado em tomada única, no vídeo Madonna canta a música em uma suíte vazia de um hotel abandonado. Dezenove anos após seu lançamento, ela apresentou a faixa durante a Rebel Heart Tour (2015-16) com um mashup de "HeartBreakCity" de seu álbum Rebel Heart (2015).

## Antecedentes e lançamento

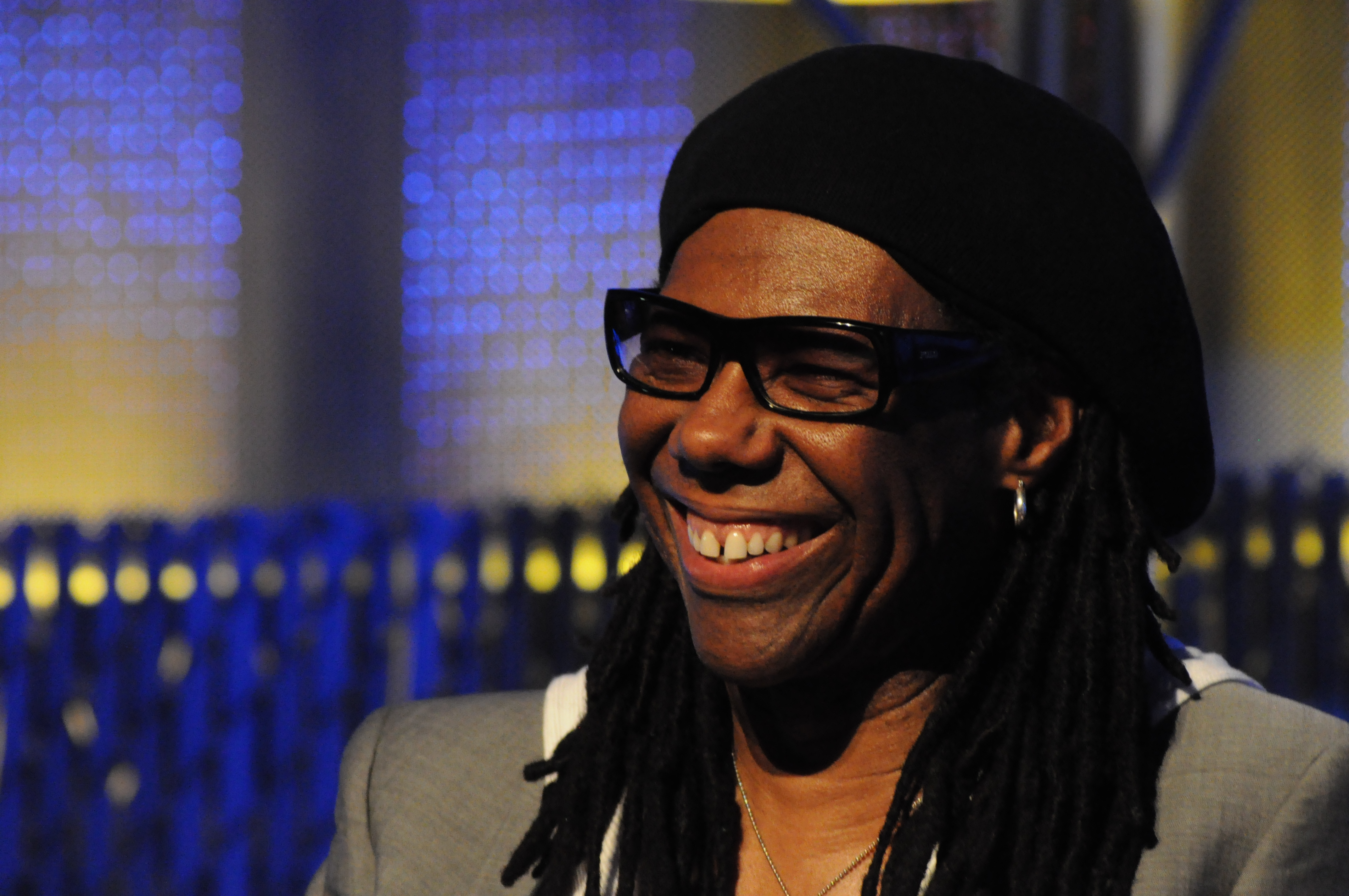
Nile Rodgers produziu a versão de Madonna para seu segundo álbum de estúdio, Like a Virgin (1984).

Madonna regravou "Love Don't Live Here Anymore" para seu segundo álbum de estúdio, Like a Virgin (1984). Originalmente, foi lançado apenas no Japão em março de 1986 como um single promocional de 7"; finalmente teve seu lançamento oficial em 19 de março de 1996 e foi incluída na compilação de baladas, Something to Remember (1995). A ideia de regravar a faixa veio de Michael Ostin, chefe do departamento de A&R da Warner Bros. Records; no livro Revolutions in Sound: Warner Bros. Records, the First 50 Years, do autor Warren Zanes, lembrou:
Tive a sorte de encontrar material que Madonna realmente respondeu, por exemplo "Love Don't Live Here Anymore", que era a música antiga de Rose Royce. Eu estava voltando do trabalho um dia e a ouvi no rádio, liguei para o produtor Nile Rodgers e Madonna, que estavam no estúdio, e disse: "Eu tenho uma ideia. Você conhece a música de Rose Royce, "Love Don't Live Here Anymore"? Por que você não tenta gravar uma versão para o Like a Virgin?.
No começo, eles não ficaram felizes em abordar uma balada já conhecida, mas no último momento eles decidiram que, se Madonna quis trazer diversidade ao álbum, "não poderia haver uma música melhor que essa". Segundo Rodgers, embora o álbum tenha sido dirigido pela cantora, ele foi fundamental para adicionar a faixa à lista de músicas. Esse era uma das favoritas de Madonna; portanto, quando a compilação das baladas foi lançada, foi incluída uma versão remixada e reformulada, produzida por David Reitzas. A empresa Maverick Records, em associação com a Warner Bros., o lançou como o segundo single do álbum na América do Norte e como o terceiro na Europa e na Austrália, em 19 de março de 1996. A versão original foi apresentada na versão vinil e no CD Single Collection em um CD single de 3", e contou com a lista de músicas da versão em vinil 7".

## Composição
|                                                    | "Love Don't Live Here Anymore" A versão de 1995 tem uma melodia ligeiramente diferente da versão de 1984.. |
| Problemas para escutar este arquivo? Veja a ajuda. | |

A versão de Madonna começa com o som de violões e corda sintetizadas; Sua voz soa alta e evita a profunda ressonância do tema. Após o primeiro verso, Tony Thompson começa a tocar bateria que está se movendo em direção ao ritmo da música. No final, ela canta as linhas semelhantes a uma cantora de soul e termina com uma respiração ofegante. A faixa foi gravada nos estúdios da Power Station em Manhattan, em Manhattan, Nova Iorque; a esse respeito, Rodgers declarou: "Madonna nunca havia cantado antes com uma orquestra ao vivo. Eu gostava muito de fazer tudo ao vivo, então eu disse: "Madonna, saia daí, cante e nós seguiremos você". No começo Madonna ficou hesitante, mas a produção ao vivo acabou produzindo resultados memoráveis. Ela cantou e foi dominada pelas emoções e começou a chorar, mas eu deixei na gravação final".
O remix de 1995 é bem diferente do original de 1984; começa com o som de violinos e gaitas de foles irlandeses, seguidos por Madonna começando o primeiro verso. À medida que a faixa avança, o som do violino desaparece, a bateria eletrônica é ouvida e o piano acompanha sua voz. Quando ela interpreta o refrão pela terceira vez, um bumbo também é adicionado ao fluxo e o violino desaparece novamente quando ela pronuncia a linha "Através dos moinhos de vento dos meus olhos, todos podem ver a solidão dentro de mim". Perto do final, ela recita o refrão várias vezes e termina com gaitas de foles enfraquecendo. Por outro lado, vários remixes também foram feitos para a música: a dupla dinamarquesa SoulShock & Karlin fez uma versão com estilos de R&B, enquanto Marcus Schulz criou um com elementos de house. A voz da artista foi combinada com um ritmo eletrônico, junto com "linhas vibrantes de órgãos e efeitos de sinais sonoros sintetizados". Remixes foram lançados em 6 de maio de 1996, em formatos de singles em CD promocional e vinis de 12".

## Análise da crítica
No geral, "Love Don't Live Here Anymore" recebeu análises positivas de críticos de música. Muitos deles opinaram sobre o assunto nas resenhas dos álbuns Like a Virgin (1984) e na compilação das baladas Something to Remember (1995). Assim, Stephen Thomas Erlewine, do site Allmusic, a descreveu como "séria" e admitiu que ela se encaixava bem em Like a Virgin. Sal Cinquemani, da revista online Slant, reconheceu que a versão provava que Madonna poderia produzir mais do que apenas sucessos novos, e chamou de "tocante". O jornalista JD Considine, em sua revisão de Something to Remember para o diario The Baltimore Sun, ele também indicou que a faixa tinha uma "intensidade tocante". Leo Tassoni, em seu livro Madonna, também elogiou a balada e afirmou que, musicalmente, era a mais impressionante do lado A de Like a Virgin, por seu contraste com os precedentes e pelo excelente registro vocal da artista. Nicholas E. Tawa, autor de Supremely American: Popular Song in the 20th Century: Styles and Singers and what They Said about America, admitiu que ele tinha mais de uma flecha na aljava e que, deixando uma ferida na voz, cantou sobre ser abandonada, ser vazia de amor.

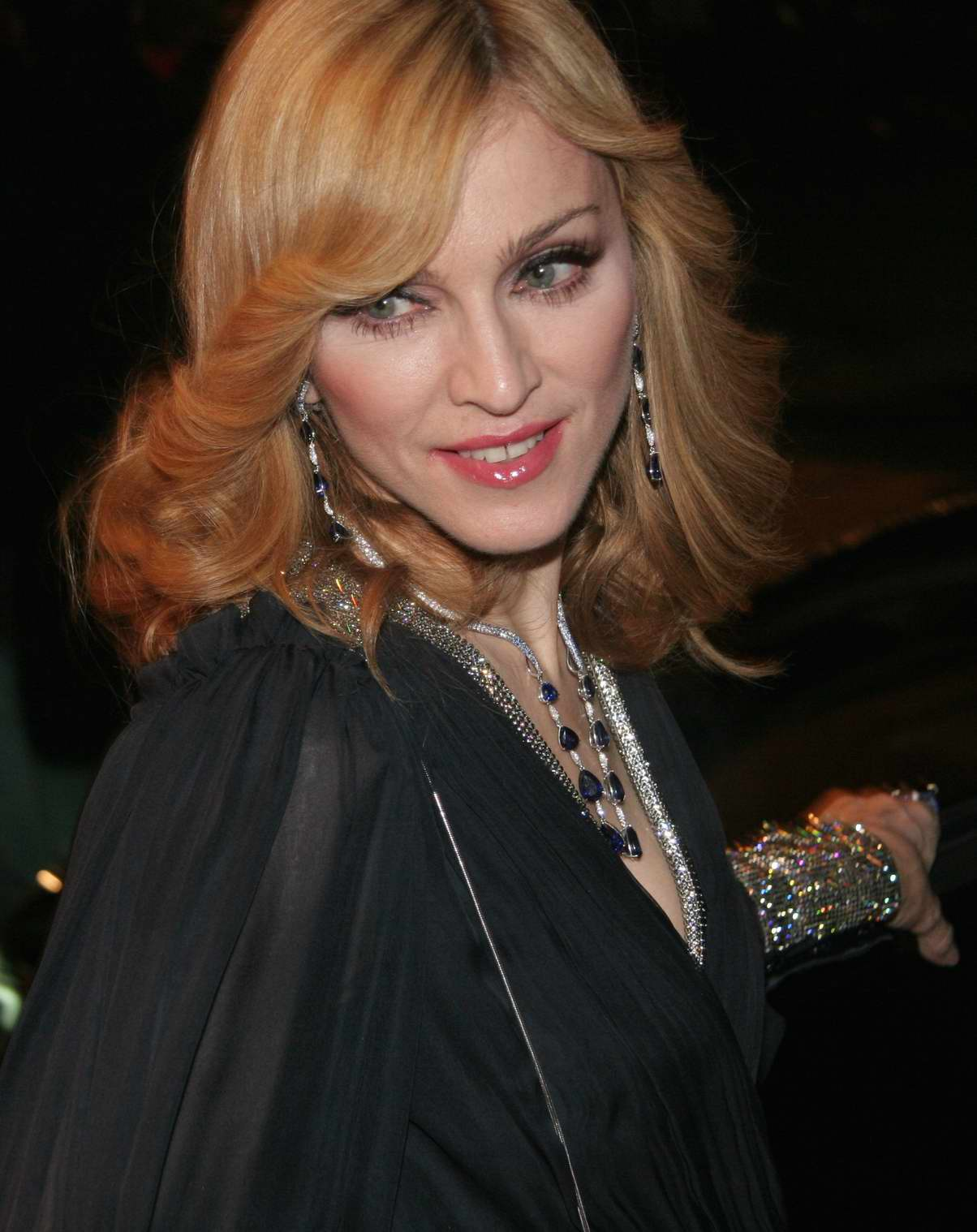
Alguns críticos elogiaram o registro vocal de Madonna em "Love Don't Live Here Anymore".

O autor Rikky Rooksby escreveu em seu livro The Complete Guide to the Music of Madonna que sua música "merece uma distinção por seu valor e foi um sinal de que ele iria ajustar os desafios". Em outro comentário, Stephen Holden, do New York Times, disse que "negligencia ao soul da Filadélfia". Por sua parte, Dorothy Holmes, do Telegram & Gazette, disse que parece a substância perfeita para a música adulto contemporânea. Em sua crítica ao single, Larry Flick, da revista Billboard, elogiou as duas versões da música: ele chamou a primeira "uma deliciosa fatia de pop sinfônico" e a outra "um cruzeiro de soul" da velha escola. Ambos os arranjos adaptam perfeitamente sua voz, que é atormentada por canções emocionais e gritos teatrais de encorajamento. [...] A versão de David Reitzas agradará àqueles que nunca foram tocados o suficiente com o single anterior "You'll See". A conclusão é que é provável que seja outro sucesso retumbante para uma artista cujas ações como uma entidade musical credível aumentam merecidamente a cada lançamento".
Pelo contrário, outros jornalistas não ficaram satisfeitos com a música. Essa foi a conclusão de Debby Miller, da revista Rolling Stone, que chamou de balada "horrível". Em uma revisão faixa a faixa de Something to Remember, Andy Orrell, da Entertainment Scene 360, também ficou insatisfeito com o resultado; Ele premiou duas estrelas em cinco e comentou que há algo na música que parece um pouco desconectado. Dennis Hunt, do Los Angeles Times, criticou o disco da cantora, argumentando que alguém com uma voz tão ruim não deveria estar cantando uma balada sensível como "Love Don't Live Here Anymore". Por sua parte, Alfred Soto, da Stylus Magazine, comentou que foi um desastre absoluto de Like a Virgin. Michael Paoletta, em sua opinião sobre Like a Virgin para a Billboard, mencionou que quando Madonna tenta entregar uma balada melodramática como "Love Don't Live Here Anymore", ela não pode fazê-lo. Pelo contrário, outros jornalistas não ficaram satisfeitos com a música. Essa foi a conclusão de Debby Miller, da revista Rolling Stone, que chamou de balada "horrível". Em uma revisão faixa a faixa de Something to Remember, Andy Orrell, da Entertainment Scene 360, também ficou insatisfeito com o resultado; Ele premiou duas estrelas em cinco e comentou que há algo na música que parece um pouco desconectado. Dennis Hunt, do Los Angeles Times, criticou o disco da cantora, argumentando que alguém com uma voz tão ruim não deveria estar cantando uma balada sensível como "Love Don't Live Here Anymore". Por sua parte, Alfred Soto, da Stylus Magazine, comentou que foi um desastre absoluto de Like a Virgin. Michael Paoletta, em sua opinião sobre Like a Virgin para a Billboard, mencionou que quando Madonna tenta entregar uma balada melodramática como "Love Don't Live Here Anymore", ela não pode fazê-lo.
Por outro lado, alguns jornalistas incluíram nas melhores músicas de Madonna. Por exemplo, o autor Matthew Rettenmund, criador e colaborador do Boy Culture, elaborou uma lista chamada "A Percepção Imaculada: Todas as Músicas de Madonna, do Melhor ao Pior", onde "Love Don't Live Here Anymore" foi classificado como 131. Hunter Hauk de Dallas Observer, em sua lista de "20 melhores músicas de Madonna que você vai não ouvir no Super Bowl', definiu dias antes da apresentação da cantora na 46ª edição do Super Bowl, colocou-o na nona posição e comentou que é uma daquelas baladas de Madonna que, "quando realmente a examinam, é cantada bastante terrível. Mas ainda funciona". Por fim, Matthew Jacobs, do Huffington Post, criou a contagem de todos os 68 singles da intérpretes, desde sua estréia com "Everybody" (1982) até o lançamento de "Turn Up the Radio" em 2012; Lá, ele incluiu no número 67 e comentou que seu zumbido apaixonado não funciona como um número sufocante de R&B.

## Videoclipe

Madonna no vídeo "Love Don't Live Here Anymore", onde aparece cantando a canção.

O videoclipe de "Love Don't Live Here Anymore" foi dirigido por Jean-Baptiste Mondino, que já havia trabalhado com a cantora em "Open Your Heart" (1986), "Justify My Love" (1990) e "Human Nature" (1995), e filmado em 4 de março de 1996 na Confitería del Molino em Buenos Aires, Argentina, durante os intervalos das filmagens de Evita. Maria Gallagher produziu -lo, Jean-Yves Escoffier serviu como diretor de fotografia e foi uma produção de Bandits. Em seus diários Evita, publicados pela revista Vanity Fair em 1996, a artista se referia às filmagens de videoclipes; Em seus escritos, ele mencionou especificamente que às vezes esquecia a letra da faixa e sugeria que ele estava tendo uma crise de identidade, pois estava tentando combinar sua própria identidade com a de seu papel como Eva Perón no filme. Além disso, ela estava nos estágios iniciais de sua primeira gravidez enquanto o vídeo era filmado, então sentiu muita tensão durante a gravação e, portanto, levou-a a esquecer a letra repetidamente. Ela continuou:
Não há palavras para descrever o cansaço que sinto hoje. Não durmo bem há dias e, quando o fizer, não haverá consolo. Meus sonhos são violentos e cheios de traição. Como minha vida, não há escapatória. Eu sinto a responsabilidade deste filme. Não posso falar sobre Evita e sua vida sem me defender ... Meu Deus, em que me meti? O que está me acontecendo? Hoje fomos gravar um videoclipe para minha próxima música. Mas ainda me esqueci da letra e senti vontade de chorar toda vez que o fazia. É a minha própria música.
O vídeo mostra Madonna em uma suíte vazia de um hotel abandonado, um ambiente semelhante a "Like a Virgin" (1984). Foi filmado em tom sépia e em uma única foto, com a câmera se aproximando da cantora atrás de um pilar; ela move-se e a interpreta enquanto o vento sopra pela sala. Finalmente, olha para a câmera pela última vez e fecha os olhos. Carol Vernallis, autora de Experiencing music video: aesthetics and cultural context, sentiu que era um bom exemplo de como a imagem pode direcionar a atenção do espectador para a mudança na instrumentação e no arranjo da música. Além disso, ele apontou para o movimento sem direção da câmera em sua direção como "trazendo uma abordagem ao assunto principal, com a atenção do espectador totalmente capturada". Em reconhecimento, Louis Virtel, do TheBacklot, incluiu-o na 55ª posição em sua lista dos 55 melhores vídeos de Madonna e comentou que se tratava de uma "fotografia sombria e sépia".

## Apresentação ao vivo e versões de outros artistas

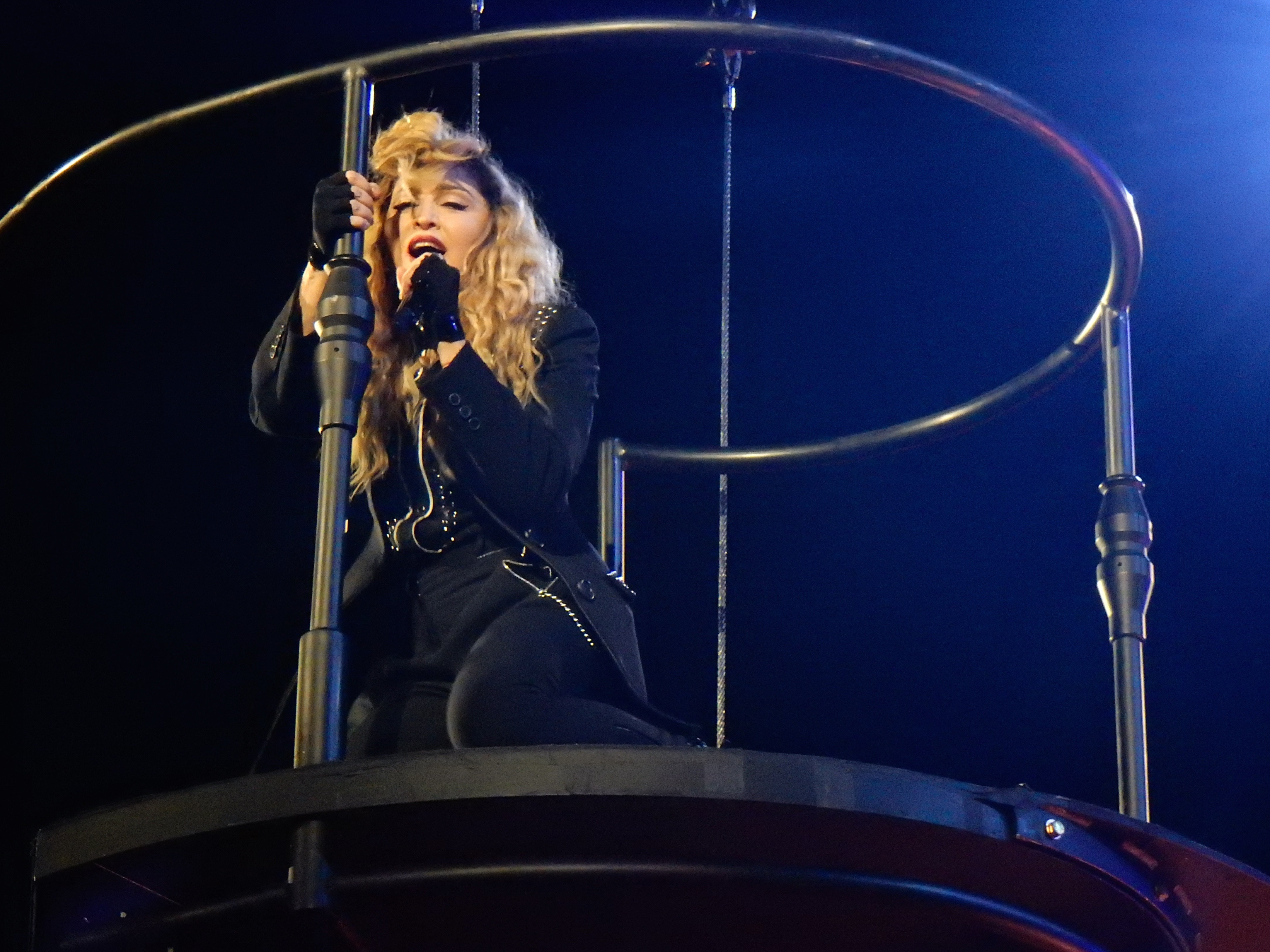
Madonna interpretando o mashup de "HeartBreakCity" e "Love Don't Live Here Anymore" durante a turnê Rebel Heart Tour.

Após 19 anos do lançamento do single, Madonna performou "Love Don't Live Here Anymore" pela primeira vez na Rebel Heart Tour, realizada entre 2015 e 2016. Aqui, a faixa fez parte de um mashup com "HeartBreakCity", de seu álbum Rebel Heart (2015); Quando a artista empurra sua dançarina de uma escada em espiral, ela começa a cantar a música enquanto desce lentamente até chegar ao palco. A performance recebeu comentários positivos: Erik Kabik, do Las Vegas Sun, a elogiou por sua simplicidade, e Joe Lynch, da Billboard, disse que recebeu "aplausos enormes" do público. Por sua vez, Ian Drew, da Us Weekly, enfatizou que Madonna voltou ao seu lado vulnerável durante a apresentação "emocional" de "Love Don't Live Here Anymore".
Embora essa não seja uma música da Madonna, vários artistas e bandas apresentaram uma versão dessa interpretação, especialmente para álbuns em sua homenagem. A cantora Michelle Crispin gravou versões da música para os álbuns do Virgin Voices 2000: A Tribute to Madonna (2000), A Tribute to Madonna: Virgin Voices (2003) e Tribute to Madonna: Like a Virgin (2004), lançado por gravadoras Cleopatra Records e Double Pleasure. Melissa Totten um imitador reconhecido internacionalmente, incluído sua capa no disco duplo Forever Madonna, lançado em julho de 2008, e a banda Tune Robbers se apresentou para The Tune Robbers Play the Best of Madonna, Vol. 2, de 2010. Finalmente, a cantora Sussan Kameron incluiu sua versão no tributo Like a Virgin, já que as vendas pelo selo independente da Orchard e Open Records, em janeiro de 2012.

## Lista de faixas e formatos
| 7" / CD / Cassete |                                                        |         |  |
| N.º               | Título                                                 | Duração |  |
| 1.                | "Love Don't Live Here Anymore" (Soulpower Radio Remix) | 4:44    |  |
| 2.                | "Love Don't Live Here Anymore" (Album Remix)           | 4:54    |  |

| Single de 7" japonês (1986) / CD Single de 3" de CD Single Collection |                                                                |         |  |
| N.º                                                                   | Título                                                         | Duração |  |
| 1.                                                                    | "Love Don't Live Here Anymore" (versão do álbum Like a Virgin) | 4:50    |  |
| 2.                                                                    | "Over and Over" (versão do álbum Like a Virgin)                | 4:12    |  |

| Single de 12" (promocional) |                                                     |         |  |
| N.º                         | Título                                              | Duração |  |
| 1.                          | "Love Don't Live Here Anymore" (Extended Journey)   | 8:03    |  |
| 2.                          | "Love Don't Live Here Anymore"                      | 6:44    |  |
| 3.                          | "Love Don't Live Here Anymore" (Hot Mix Radio Edit) | 4:50    |  |
| 4.                          | "Love Don't Live Here Anymore" (Edge Factor Dub)    | 8:31    |  |
| 5.                          | "Love Don't Live Here Anymore" (Early Morning Dub)  | 10:04   |  |

| Single de 12" (promocional) |                                                          |         |  |
| N.º                         | Título                                                   | Duração |  |
| 1.                          | "Love Don't Live Here Anymore" (Mark!'s It's a Girl Dub) | 8:02    |  |
| 2.                          | "Love Don't Live Here Anymore" (Mark!'s It's a Boy Dub)  | 9:37    |  |
| 3.                          | "Love Don't Live Here Anymore" (Mark!'s Full On Vocal)   | 10:20   |  |

| CD single europeu e australiano / Maxi-Single americano |                                                             |         |  |
| N.º                                                     | Título                                                      | Duração |  |
| 1.                                                      | "Love Don't Live Here Anymore" (Soulpower Radio Remix Edit) | 4:05    |  |
| 2.                                                      | "Love Don't Live Here Anymore" (Album Remix Edit)           | 4:04    |  |
| 3.                                                      | "Love Don't Live Here Anymore" (Soulpower Radio Remix)      | 4:44    |  |
| 4.                                                      | "Love Don't Live Here Anymore" (Album Remix)                | 4:54    |  |

## Créditos e equipe
| Produção - Composição: Miles Gregory. - Produção: Nile Rodgers. - Engenharia de som: Manny Marroquin e Dave Reitzas. - Arranjo: Nile Rodgers. - Remix: Dave Reitzas e SoulShock & Karlin (producción adicional). - Mixagem: Dave Reitzas. | Instrumentação - Voz: Madonna. - Coros: Curtis Kingm, Frank Simms y George Simms. - Instrumento de cordas: Karen Milne. - Guitarra eléctrica e acústica: Nile Rodgers. - Baixo elétrico: Bernard Edwards. - Sintetizadores: Rob Sabino. - Teclado: Jan Mullaney. - Bateria: Tony Thompson. |

## Desemepenho comercial
Após o lançamento, "Love Don't Live Here Anymore" obteve uma baixa recepção comercial. Nos Estados Unidos, ele entrou na posição número 91 da tabela da Billboard Hot 100 em 20 de abril de 1996. Dessa forma, ele foi o trigésimo sexto single de Madonna a entrar na tabela e o primeiro com uma versão de outro artista; após duas edições, ele alcançou a posição 78 e esteve presente por um total de oito semanas. Em 8 de junho, a música foi uma das "faixas de sucesso" da tabela Dance/Club Play Songs; estreou no trigésimo nono lugar e alcançou o topo no décimo sexto dia 27 de julho. Enquanto isso, na contagem adulto contemporânea, ele ocupava o vigésimo nono lugar, mas permaneceu apenas duas semanas. Por sua vez, no Canadá , entrou na na tabela de singles da revista RPM no número 99, em 6 de maio de 1996; alcançou sua posição máxima em 24 de junho daquele ano e estava no total doze semanas. Finalmente, na Austrália e França, ocupou o número vinte sete e quarenta e oito lugares, respectivamente.

### Tabelas semanais
| Tabela musical (1996)                 | Melhor posição |
| ------------------------------------- | -------------- |
| Austrália (ARIA Charts)               | 27             |
| Canadá (RPM Single Chart)             | 24             |
| Estados Unidos (Adult Contemporary)   | 29             |
| Estados Unidos (Billboard Hot 100)    | 78             |
| Estados Unidos (Hot Dance Club Songs) | 16             |
| França (SNEP)                         | 48             |